# IHS

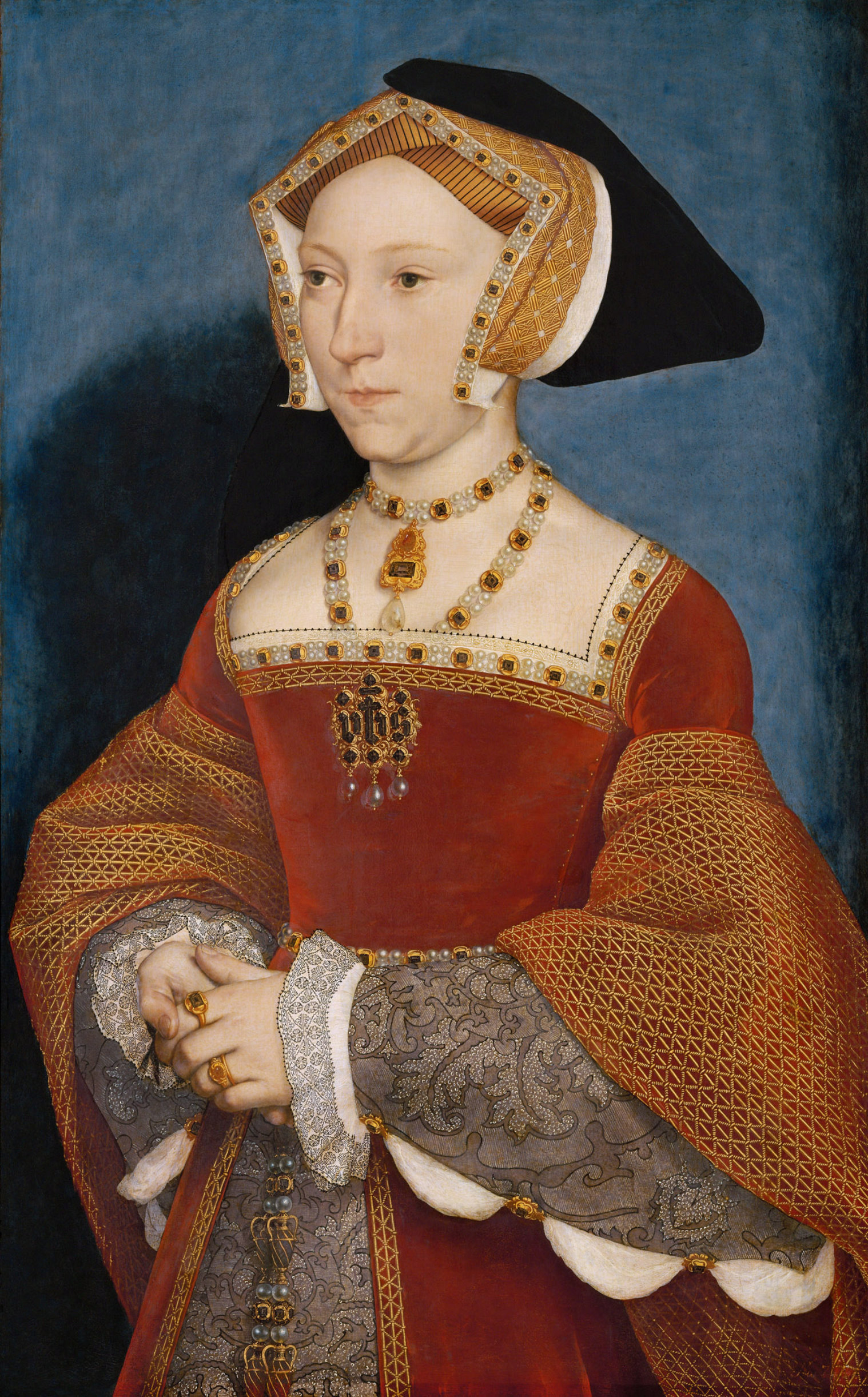
Jane Seymour draagt een IHS-broche; Hans Holbein de Jonge

Het IHS-embleem van de jezuïeten

IHS is een monogram dat geregeld gebruikt wordt op katholieke voorwerpen. Dit monogram kwam op in de hoge middeleeuwen. IHS vindt men bijvoorbeeld terug op kerkgevels, biechtstoelen, bidprentjes, kazuifels en altaardwalen.
Het monogram IHS is de weergave van de eerste drie letters van Jezus in Griekse hoofdletters (ΙΗΣΟΥΣ): Iota, Eta en Sigma. Dit wordt ook geschreven als IHC. De hoofdletter S wordt in het Grieks oorspronkelijk als Σ geschreven. In de late oudheid en gedurende de vroege middeleeuwen werd dit geschreven als een C. Vanaf de latere middeleeuwen (circa. 14de eeuw) werd de S gebruikt, steeds als weergave van de sigma (Σ). De H bleef echter H, ook al gaat het eigenlijk om een E.
Omdat niet iedereen besefte dat het oorspronkelijk Griekse letters zijn en dat de letter H in het Grieks een E is, bleek het monogram raadselachtig geworden. Dit was waarschijnlijk de aanleiding voor het bedenken van andere verklaringen waarbij het monogram een afkorting werd voor een Latijnse zinsnede. De meest gangbare varianten hiervan zijn:
- Iesus hominum salvator (Jezus de redder der mensen).[1]
- In hoc signo (In dit teken (zult gij overwinnen)), als verwijzing naar de droom die de Romeinse keizer Constantijn de Grote gehad zou hebben.[1]

Het monogram wordt veel gebruikt als logo door de katholieke orde der jezuïeten, sinds de stichter van de orde, Ignatius van Loyola, het als zijn zegelmerk koos. Zij gaven er ook enkele nieuwe betekenissen aan:
- Iesum habemus socium (Wij hebben Jezus als metgezel);
- Iesu humilis societas (De geringe sociëteit van Jezus).[2]

Hiertegenover staan enkele spottende interpretaties:
- Iesuitae habent satis (De jezuïeten hebben genoeg);
- Iesuitae hominum seductores (De jezuïeten [zijn] verleiders van mensen).[3]

## XP
In de oudheid werd het monogram XP (☧) meer gebruikt: XP zijn de eerste twee Griekse letters van Christos. Dit monogram wordt Chi Rho genoemd, ook wel Chrismon.

## Lhq

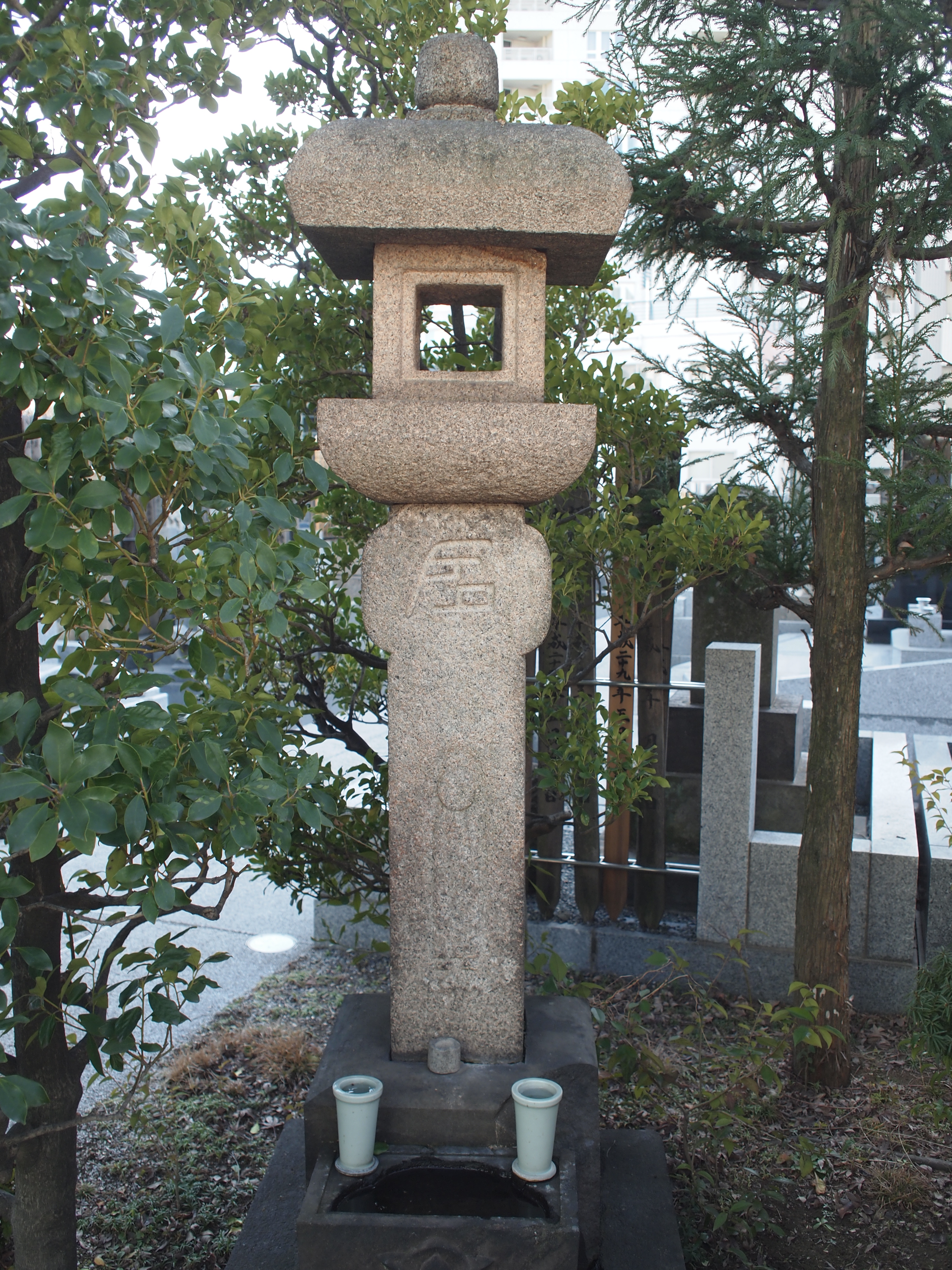
Lhq-inscriptie op een Japanse "Christelijke" stenen lantaarn (Kirishitan-dōrō) met een platform

Nadat Franciscus Xaverius in 1549 in Kagoshima (Japan) was geland, nam zijn zendingswerk toe en werd het wijd verspreid in heel Japan onder bescherming van Daimyō. Tijdens de Edoperiode (1603 — 1868) werden de christenen echter vervolgd en gedwongen zich te verbergen. Omdat het hen verboden was om openlijk de beelden van Christus of Maria te gebruiken in aanbidding, wordt aangenomen dat ze hun aanbidding hebben overgezet naar andere gebeeldhouwde afbeeldingen en ze gemarkeerd hebben met geheime symbolen die alleen door de ingewijden werden begrepen. 
Bepaalde Japanse lantaarns, met name de Kirishitan-dōrō (キリシタン灯籠, Christelijke lantaarns), werden wel voorzien van het "Lhq"-monogram dat, een kwartslag gedraaid, gegraveerd stond op de schacht (sao), die direct in de bodem werd ingegraven zonder basaal platform (kiso). Het "Lhq"-monogram komt overeen met de vervormde letters "IHS".